# Liste der Mitglieder der Deutschen Akademie der Naturforscher Leopoldina/1768
Die Liste der Mitglieder der Deutschen Akademie der Naturforscher Leopoldina für 1768 enthält alle Personen, die im Jahr 1768 zum Mitglied ernannt wurden. Insgesamt gab es 13 neu gewählte Mitglieder.

## Mitglieder
| Nr. | Name                                | Beiname          | Geboren       | Aufnahme | Gestorben     | Sektion    | Bild | Datenbank                           |
| --- | ----------------------------------- | ---------------- | ------------- | -------- | ------------- | ---------- | ---- | ----------------------------------- |
| 700 | Caspar Heinrich von Schrödern       | Praxagoras II.   |               | 3. Mrz.  |               | Medizin    |      | Caspar Heinrich von Schrödern       |
| 701 | Paul Batigne                        | Straton III.     | 16. Feb. 1724 | 9. Apr.  | 1773          | Medizin    |      | Johann Batigne                      |
| 702 | Pieter Gabry                        | Conon IV.        | 1715          | 16. Apr. | 7. Mai 1770   | Mathematik |      | Pieter Gabry                        |
| 703 | Hermann Bezoet                      | Diophantus V.    | 25. Nov. 1736 | 20. Apr. | 21. Feb. 1805 | Medizin    |      | Hermann Bezoet                      |
| 704 | Christian Mayer                     | Hipparchus       | 20. Aug. 1719 | 27. Mai  | 16. Apr. 1783 | Astronomie |      | Christian Mayer                     |
| 705 | Joseph Du Fresne de Francheville    | Clitomachus II.  | 1704          | 12. Jun. | 9. Mai 1781   |            |      | Joseph Du Fresne de Francheville    |
| 706 | Christian Ludwig Stieglitz          | Anaximander II.  | 16. Feb. 1724 | 28. Sep. | 4. Mai 1772   |            |      | Christian Ludwig Stieglitz          |
| 707 | Nicolaas Laurens Burman             | Discorides V.    | 27. Dez. 1734 | 4. Okt.  | 11. Sep. 1793 | Medizin    |      | Nicolaus Lorenz Burman              |
| 708 | Johann Jakob Wohlfart               | Archibius IV.    | 25. Aug. 1743 | 10. Okt. |               |            |      | Johann Jakob Wohlfart               |
| 709 | Christian Ludwig Linck              | Clidemus IV.     |               | 17. Okt. |               | Medizin    |      | Christian Ludwig Linck              |
| 710 | Christian Ludwig Willich            | Rufus IV.        | 1718          | 28. Okt. | 20. Okt. 1776 | Medizin    |      | Christian Ludwig Willich            |
| 711 | Paul Johann Friedrich Helmershausen | Hygienus IV.     |               | 11. Nov. |               | Medizin    |      | Paul Johann Friedrich Helmershausen |
| 712 | Carl Friedrich Trier                | Anaximander III. | 1726          | 22. Dez. | 1794          |            |      | Carl Friedrich Trier                |

## Hinweis zu den Lebensdaten
In der Liste sind zunächst die Lebensdaten gemäß Archiv der Leopoldina aufgenommen. Diese beziehen sich bei noch nicht erstellten Namensartikeln auf die Angaben gem. Neigebaur (1860), Ule (1889) und dem Abgleich mit Wikidata. Die Lebensdaten im später erstellten Namensartikel können daher noch von den Lebensdaten in der Liste abweichen.